# Nadežda Kadyševa
Nadežda Nikitična Kadyševa (in russo Наде́жда Ники́тична Ка́дышева?; Gorki, 1º giugno 1959) è una cantante russa, già sovietica. È la fondatrice e solista del gruppo folk Zolotoe kol'co.

## Discografia

### Album in studio
- 1990 – Kalinka
- 1991 – Russkie narodnye pesni
- 1993 – Made in Japan
- 1995 – Vinovata li ja...
- 1995 – Tečёt ručej
- 1995 – Pečal'nyj veter
- 1996 – Očarovatel'nye glazki
- 1997 – Uchodi, gore
- 1998 – Milaja rošča
- 2000 – Ach, sud'ba moja, sud'ba
- 2002 – Podari berёzka
- 2003 – Plačet doždik
- 2003 – Kogda-nibud'
- 2006 – Moja ljubov
- 2006 – Russkij albom
- 2007 – Posvjaščenie zemle Russkoj
- 2008 – Zažigaem vnov'!!!
- 2009 – I vnov' ljubov'
- 2010 – Sudaruška
- 2012 – I l'ёtsja pesnja
- 2013 – Svetjat zvёzdy
- 2018 – Vsё kak prežde

### Album dal vivo
- 2009 – 25 let

### Album video
- 1995 – Zolotoe kol'co
- 1998 – The Best
- 2000 – Ach, sud'ba moja, sud'ba
- 2001 – Slovno tysjaču let nazad
- 2003 – Kogda-nibud'
- 2006 – Moja ljubov
- 2009 – Zažigaem vnov'... 25 let!
- 2012 – Bud' sčastliv

### Raccolte
- 1996 – Zolotoe kol'co
- 1998 – The Best
- 1999 – Začem ėto leto...
- 2002 – 20 let na scene. Izbrannoe
- 2004 – Široka reka
- 2004 – Široka reka. Čast' 1
- 2004 – Široka reka. Čast' 2
- 2006 – Grand Collection
- 2007 – Ljubovnoe nastroenie
- 2009 – Zažigaem vnov. Čast' 1'
- 2009 – Zažigaem vnov. Čast' 2'
- 2009 – Grand Collection
- 2009 – S ljubov'ju...
- 2011 – Romansy
- 2014 – Tečёt ručej
- 2014 – Davaj my budem sčastlivy
- 2014 – Ty rjadom
- 2014 – Lučšie pesni
- 2015 – Grand Collection. Lučšee dlja lučšich
- 2016 – Duėty

### Altri album
- 2004 – Tëpa i ego druzja

### Singoli
- 1996 – Novogodnjaja noč'
- 2004 – Vsë uže kogda-to bylo...
- 2004 – Mostok
- 2005 – Čerez rečen'ku mostok
- 2005 – Plyvët venoček
- 2006 – Vetrenyj den'
- 2007 – Proletelo leto
- 2007 – Vchožu v ljubov' (con Nikolaj Baskov)
- 2007 – Sneg letit
- 2008 – Davaj my budem sčastlivy
- 2008 – Idi navstreču
- 2009 – Ne zovi menja
- 2009 – Serdce nel'zja obmanut'
- 2012 – Polnoč''
- 2013 – Moja sladkaja bol'
- 2013 – Malinovyj zvon
- 2014 – Podmoskovnye večera (con Toto Cutugno)
- 2014 – Felicità (con Al Bano)
- 2015 – Golubka belaja
- 2021 – Veter tuman nesët
- 2022 – Novoroždennyj sneg

## Onorificenze
- 1993 – Artista onorato della Federazione Russa[3]
- 1995 – Artista del popolo della Mordovia[4]
- 1997 – Artista del popolo della Federazione Russa[5]
- 2003 – Artista del popolo del Tatarstan[6]